# Valter José Gallina
Valter José Gallina (Chapecó, 11 de fevereiro de 1954) é um engenheiro civil e político brasileiro.
Filho de Euclides Gallina e Leonora Angela Gallina. Casou com Helena do Vale, com quem tem filhos.
Nas eleições gerais no Brasil em 2010 foi candidato a deputado estadual para a Assembleia Legislativa de Santa Catarina pelo Partido do Movimento Democrático Brasileiro (PMDB), obtendo 24.426 votos e ficando na oitava suplência, foi convocado e tomou posse na 17ª Legislatura (2011-2015), durante afastamento do deputado Jean Kuhlmann, exercendo a função de 12 de junho a 9 de agosto de 2012.